# Wetenschapspsychologie
Wetenschapspsychologie of de "psychologie van de wetenschap" is de studie vanuit de psychologie naar de wetenschap en gerelateerde zaken. Studie naar menselijke kennis wordt vooral verricht door de cognitieve psychologie. In de wetenschapspsychologie wordt onder meer nagegaan hoe wetenschappelijke creativiteit verloopt.
Recent is er meer aandacht van psychologen voor de motivationele en ideologische kanten van de psychologie van de wetenschap en hoe attitudes ten aanzien van wetenschap worden gevormd. Onder meer het Psychology of Science Lab van Bastiaan Rutjens richt zich hier op. 

## Algemeen
De term "Wetenschapspsychologie" is een relatief nieuw en het betreft hier niet een gevestigd vakgebied. Het tijdschrift Psychologie en Maatschappij heeft hieraan in 1991 een themanummer gewijd, waarin het Nederlandse psychologenpubliek voor het eerst een systematische presentatie van de wetenschapspsychologie als aanvulling en kritiek op het meer vertrouwde werk van filosofen en wetenschapssociologen.
Wetenschapspsychologie is gerelateerd aan wetenschapsfilosofie. Wetenschapsfilosofie schrijft vanouds voor aan welke regels wetenschap zich moet houden om ware kennis te produceren. Bekend is bijvoorbeeld de eis van Karl Popper dat men wetenschappelijke beweringen moet kunnen weerleggen. Maar omdat de wetenschapsfilosofie te belangrijk is om aan filosofen over te laten, onderzoeken ook psychologen het wetenschapsbedrijf (wetenschapspsychologie) en in het bijzonder hun eigen wetenschap. Zo heeft Dean K. Simonton onderzoek gedaan naar creativiteit in de psychologie en de rol van peerreview.

## Historie
Sinds de klassieke oudheid is de filosofie het domein van de studie van onderwerpen als kennis, kennisverwerving, logica, menselijke geest en cognitie. Er is een lange traditie van filosofen, die het vraagstuk van de kennisverwerving vanuit zowel psychologische als kentheoretische invalshoeken bestudeerd hebben.
Met de opkomst van de specialisatie in wetenschap eind 19de eeuw raakt de studie van deze onderwerpen verdeeld. Zo is de wetenschapsfilosofie gaan reflecteren op het wezen van kennis, en is de cognitieve psychologie zich gaan richten op psychische aspecten. Zo wordt bijvoorbeeld vanuit psychologisch gezichtspunt aandacht besteed aan het proces van wetenschappelijke begripsvorming.
Na 1950 is een verdere differentiatie opgetreden met de opkomst van wetenschapssociologie en wetenschapspsychologie. In de jaren 70 was Abraham Maslow een van de grondleggers, die dit vak heeft voorgesteld in z'n boek Psychologie van de wetenschap.

## Wetenschapspsychologie: Onderwerpen
Maslow was een van de eerste psychologen, die de wetenschap vanuit een psychologisch perspectief heeft benaderd en geanalyseerd. Hierbij constateerde hij, dat in het werk van de wetenschap en wetenschapper op zijn minst de volgende negen functies worden onderscheiden:
- Haar probleemzoekende, vragenstellende, ideeënbevorderende, hypothesen producerende functie
- Haar beproevende, onderzoekende, bevestigende en ontkennende, en bekrachtigende functie; haar toetsen en onderzoeken van hypothesen: haar herhaling en controlering van experimenten; haar opstapelen van feiten; het betrouwbaar maken van feiten
- Haar organiserende, theoretiserende, structurerende functie; haar zoeken naar hoe langer hoe ruimere generalisaties.
- Haar geschiedenismateriaal verzamelende, geleerde functie
- Haar technologische kant; instrumenten, methoden, technieken
- Haar administratieve, uitvoerende en organisatorische kant
- Haar publicistische en opvoedkundige functie
- Haar toepassingen voor menselijk gebruik
- Haar waardering, genieting, viering en verheerlijking

Dit veelvoud van functies houdt noodzakelijkerwijs een arbeidsverdeling in, want weinig individuen zouden al deze vaardigheden in zich kunnen verenigen. Een voorbeeld van de huidige scoop van de wetenschapspsychologie biedt het boek The Psychology of Science and the Origins of the Scientific Mind (2007) van Gregory Feist. Dit werk biedt een perspectief op de vragen, hoe wetenschap mogelijk werd in de menselijke soort? en wat het belang is van psychologische krachten in de individuele ontwikkeling van wetenschappelijke interesse, talent en creativiteit. Zonder psychologisch perspectief is het volgens Feist niet mogelijk een volledig beeld te krijgen van het wetenschappelijk denken en de wetenschappelijke genialiteit. De studie van de wetenschapspsychologie is volgens Feist gerelateerd aan de biologische en cognitieve neurowetenschap, de psychologie en met name de ontwikkelingspsychologie, cognitieve psychologie, persoonlijkheidsleer, en sociale psychologie. De discipline zelf werpt een licht op:
- hoe wetenschappelijk denken, interesse en talent ontluikt.
- hoe wetenschappelijk denken zijn oorsprong heeft in mentale mechanismes
- hoe de mens de tegenwoordige hoogontwikkelde wetenschap heeft ontwikkeld
- de mysteries van de menselijke geest
- het menselijke denkproces
- hoe mensen over wetenschap denken [8]
- en waarom sommige mensen er sceptisch over zijn. [9]

Psychologisch onderzoek naar de wetenschap omvat verder onder andere onderzoek naar "de rol van peer review" en de "studievoortgang in het promotietraject".